# بروبيونيات
بروبيونيات (بالإنجليزية: Propionibacterineae)‏ هي رتيبة من البكتيريا، إيجابية الغرام، تتبع الشعيات.